# Barbilophozia kunzeana
Barbilophozia kunzeana (deutsch Kunzes Zilienlebermoos oder Kunzes Bart-Spitzmoos) ist eine Lebermoos-Art aus der Familie Lophoziaceae und gehört zur Gruppe der beblätterten Lebermoose. Die Art ist nach dem deutschen Professor Gustav Kunze (1793–1851) benannt.
Nach neueren Veröffentlichungen aus den Jahren 2016 und 2017 heißt die Art nunmehr Schljakovia kunzeana (Huebener) Konstant. & Vilnet. Die monotypische Gattung Schljakovia Konstant. & Vilnet ist der Familie Anastrophyllaceae innerhalb der Ordnung Jungermanniales zugeordnet.

## Merkmale
Die Art bildet gelbgrüne oder gelbbraune bis kastanienbraune, lockere bis dichte Rasen. Die Pflanzen wachsen aufrecht, sind bis über 5 Zentimeter lang und 1 bis 1,5 Millimeter breit. Sie sind wenig verzweigt, locker beblättert, die Stämmchenunterseite ist mit Rhizoiden besetzt.
Die Blätter sind am Stämmchen fast quer angewachsen, abstehend und gleich lang wie breit bis deutlich breiter als lang. Sie sind oben auf 30 bis 50 Prozent der Blattlänge in zwei oder drei, selten vier stumpfe bis abgerundete Lappen geteilt. Die deutlichen Unterblätter sind fast bis zum Grund zweiteilig, die Zipfel lang ausgezogen.
Die Blattzellen sind in der Blattmitte etwa 18 bis 25 Mikrometer groß und weisen stark bis knotig verdickte Zellecken auf. Pro Blattzelle sind 2 bis 5 kugelige bis ovale Ölkörper vorhanden. Die Zelloberfläche (Kutikula) ist streifig papillös.
Die Geschlechterverteilung ist diözisch. Das Perianth ist schmal eiförmig und im oberen Drittel faltig. Sporogone sind selten, ebenso Brutkörper, diese werden an den Blattspitzen gebildet, sind braun und unregelmäßig eckig.

## Verwechslungsmöglichkeit
Barbilophozia kunzeana ist Lophozia obtusa (Synonym Obtusifolium obtusum) sehr ähnlich. Barbilophozia kunzeana hat deutliche und ziemlich große Unterblätter, in den Blattzellen sind nur wenige Ölkörper vorhanden. Lophozia obtusa fehlen die Unterblätter oder sind nur unscheinbar, die Blattzellen haben zahlreiche Ölkörper.

## Standortansprüche
Die Art wächst an halbschattigen bis hellen, feuchten bis nassen, kalkarmen, doch basenreichen, sauren Standorten in Flachmoorwiesen, Quellmooren, an Bachrändern, in Verlandungszonen von Bergseen, seltener auch in schattigen montanen Blockhalden.

## Verbreitung
Das Moos ist boreal-montan verbreitet. Vorkommen gibt es in West-, Nord- und Zentraleuropa, in Sibirien, Nordamerika, Grönland und in der Arktis. In den deutschen Mittelgebirgen ist es nur vereinzelt vorhanden und überall selten. In den Zentralalpen ist es selten bis zerstreut, in den Nordalpen selten. In Österreich sind die alpinen Vorkommen in Höhen von (960) 1200 bis 2100 (2560) Metern angesiedelt, aus der Schweiz wird der höchste Fundort mit 2740 Metern angegeben.